# Notes from Big Sur
Notes from Big Sur (с англ. — «Записки из Биг-Сура») — студийный альбом американского джазового саксофониста Чарльза Ллойда, записанный в ноябре 1991 года и выпущенный на ECM Records в 1992 году. В состав квартета вошла ритм-секция Бобо Стенсон (фортепиано), Андерс Йормин (контрабас) и Ральф Петерсон (барабаны).

## История
В альбоме Notes From Big Sur Чарльз Ллойд сохранил пианиста Бобо Стенсона, но выбрал новую ритм-секцию в лице басиста Андерса Йормина и барабанщика Ральфа Петерсона. Альбом начинается с двух элегантных джазовых баллад, «Requiem» и «Sister» (первая вновь появится в альбоме 1999 года Voice in the Night). Ллойд обращается к абстракции в «Takur» и двухчастном «Pilgrimage to the Mountain»; вторая часть, «Surrender», закрывает альбом как своего рода благословение. Середина альбома довольно насыщенная: «Sam Song» с её свингующим темпом поднимает настроение, как и вальс «Monk in Paris» и тяжёлый медленный грув «When Miss Jessye Sings». Дэвид Р. Адлер из AllMusic предположил, что это последний трек это уважения оперной певице Джесси Норман.

## Отзывы
| Оценки критиков                      | Оценки критиков |
| Источник                             | Оценка          |
| ------------------------------------ | --------------- |
| AllMusic                             | [ 1 ]           |
| Том Халл                             | B+ ()           |
| The Penguin Guide to Jazz Recordings | [ 3 ]           |

Альбом Notes from Big Sur получил положительные отзывы критиков.
В рецензии на AllMusic Дэвид Р. Адлер поставил ему 3 звезды, отметив: «Благодаря неапологетически напористой ритм-группе и блестящим сольным партиям Ллойда и Стенсона, Notes from Big Sur успешно изображает калифорнийское побережье, в честь которого он назван, — живописное и успокаивающее, хотя и суровое, а временами запретное».

## Список композиций
Автор всех композиций Чарльз Ллойд.
1. «Requiem» — 8:00
2. «Sister» — 8:51
3. «Pilgrimage to the Mountain Part 1: Persevere» — 7:22
4. «Sam Song» — 7:54
5. «Takur» — 4:27
6. «Monk in Paris» — 9:38
7. «When Miss Jessye Sings» — 9:55
8. «Pilgrimage to the Mountain Part 2: Surrender» — 4:31

## Персоналии
- Чарльз Ллойд — тенор-саксофон
- Бобо Стенсон (фортепиано)
- Андерс Йормин (контрабас)
- Ральф Петерсон (барабаны)